# Massarelos

Lage der Gemeinde im Kreis vor der Gebietsreform 2013

Massarelos ist ein Ort und eine ehemalige Gemeinde (Freguesia) der nordportugiesischen Stadt Porto.
Die Gemeinde hatte 6859 Einwohner (Stand 30. Juni 2011).
Am 29. September 2013 wurden die Gemeinden Massarelos und Lordelo do Ouro zur neuen Gemeinde União das Freguesias de Lordelo do Ouro e Massarelos zusammengeschlossen.

## Söhne und Töchter der Stadt
- Pedro Gabe (1778–1831), Kaufmann, Schriftsteller und Diplomat
- Paulo Duarte (* 1969), Fußballtrainer und -spieler
- Diogo Jota (1996–2025), Fußballspieler